# 머르토시 죄죄
머르토시 죄죄(헝가리어: Győző Martos, 1949년 12월 15일, 부다페스트 ~)는 헝가리의 전 축구 선수로, 1978년과 1982년 월드컵에 헝가리 국가대표팀 일원으로 참가했지만 두 대회 모두 조별 리그를 넘지 못했다.

## 클럽 경력
1971년부터 1979년까지, 그는 페렌츠바로시에서 활약하며 1974-75 시즌에 유러피언 컵위너스컵 결승전에 진출했지만, 소련의 디나모 키이우에 0-3으로 패했다. 1979년을 이후로, 그는 부다페스트의 또다른 구단인 볼란에서 2년을 보낸 후 벨기에 1부 리그의 바터르스헤이에서 은퇴했다.

## 국가대표팀 경력
그는 헝가리를 대표하여 2번의 월드컵에 참가해 6경기를 출전했다. 1978년에는 아르헨티나전(1-2), 이탈리아전(1-3), 그리고 프랑스전(1-3)에 모두 출전했다. 1982년에서도 엘살바도르전(10-1), 아르헨티나전(1-4), 그리고 벨기에전(1-1)에 모두 출전했다.

## 참고 문헌
- 머르토시 죄죄 - FootballDatabase.eu
- Mamrud Roberto. 2008. 헝가리- 국가대표팀 선수 기록. Rec.Sport.Soccer Statistics Foundation
- FIFA 공식 웹사이트 - 웨이백 머신 (보관됨 4 11월 2012)
- 헝가리어 위키피디아 페이지